# یه شغل پیدا کن (فیلم ۲۰۱۶)
یه شغل پیدا کن (به انگلیسی: Get a Job) یک فیلم کمدی محصول سال ۲۰۱۶ آمریکا است که هنرپیشگانی مانند مایلز تلر و آنا کندریک در آن ایفای نقش می‌کنند.

## بازیگران
- مایلز تلر در نقش ویل دیویس
- آنا کندریک در نقش جیلیان استوارت
- براندن تی. جکسون در نقش لوک
- نیکولاس براون در نقش چارلی
- کریستوفر مینتز-پلاسه در نقش ایتن
- مارسیا گی هاردن در نقش کاترین دان
- الیسون بری در نقش تانیا
- بروس دیویسون در نقش لارنس ویلهیمر
- برایان کرانستون در نقش راجر دیویس
- کامرون ریچاردسون در نقش تارا
- خورخه گارسیا در نقش فرناندو
- جان کریستوفر مک‌گینلی در نقش دیلر
- جان چو در نقش برایان بِندِر
- گرگ جرمن در نقش فرناندو
- ایتن دیزون در نقش کوان
- جی فیریا در نقش اسکیزی دی